# Kvanteteleportation
Kvanteteleportation er en operation, hvori kvantemekanisk information processeres som følger: Antag at Alice og Bob er rumligt et stykke fra hinanden. Til deres disposition har de en klassisk informationskanal, og ydermere deler de et perfekt kvantefysisk sammenfiltret (eng. entangled quantum state) to-partikel kvantetilstand. 
Alice har et kvantesystem i en bestemt kvantetilstand, som hun ønsker at overføre til Bob. Hun behøver ikke at kende kvantetilstandens værdi. Fordi målinger forstyrrer kvanteinformation, kan hun ikke bare måle sin kvantetilstand og sende resultatet til Bob over den klassiske informationskanal. Hun kunne simpelthen sende ham systemet, men dette involverer anvendelsen af en kvanteinformationskanal, som hun ikke har.
Men der er en metode som tillader hende at overføre kvantetilstanden til Bob ved at udføre en manipulation som omfatter hendes kvantesystem og hendes del af det delte sammenfiltrede kvantetilstand og sende 2 klassiske bits over den klassiske informationskanal. Når Bob har modtaget informationen, ved han hvordan han skal manipulere sin del af det delte sammenfiltrede kvantetilstand, med henblik på at genskabe den ukendte kvantetilstand hos ham.
Alice's manipulation ødelægger hendes kopi af den ukendte kvantetilstand (hvis den ikke gjorde, ville det karambolere med ikke-kloningsprincippet).